# Подемос (Испания)
«Поде́мос» («[Мы] можем!»; исп. Podemos) — испанская новая левая политическая партия. «Подемос» была основана в январе 2014 года группой левых активистов и интеллектуалов как политическое крыло Движения 15 марта, или «Индигнадос» — испанского аналога Occupy Wall Street. На данный момент является второй по численности и четвёртой по парламентскому представительству партией страны.

## Организация
Организована на принципах горизонтальной координации, чтобы соответствовать своим требованиям прямой и партисипативной демократии. Формально партия не имеет ни центрального офиса, ни руководства, действуя через своеобразные политические клубы — представительства сторонников движения, объединённые в «круги». Внутри партии активно используются механизмы электронной демократии вроде платформы Loomio.
Инициатором создания новой партии, способной бросить вызов номенклатурной двухпартийной системе консервативной Народной партии и левоцентристской ИСРП, выступила троцкистская партия «Антикапиталистические левые» (Izquierda Anticapitalista, ныне политическая ассоциация «Антикапиталисты» в рамках «Подемос»), к которой присоединилась группа преподавателей из Мадридского университета Комплутенсе, включая будущего генсека «Подемос» Пабло Иглесиаса Турриона. Последний к тому моменту получил некоторую известность благодаря своим выступлениям на политических ток-шоу, а также передачам на собственных YouTube-каналах La Tuerka и Fort Apache.
Вдохновением для построения широкой левой партии для испанских активистов стал успех греческой Коалиции радикальных левых (СИРИЗА). Также отмечают влияние на «Подемос» идеологии латиноамериканских левых движений и правительств.
18-19 октября 2014 года прошёл первый съезд «Подемос» — «Гражданская ассамблея», на которой все участники могли выбрать 5 важнейших резолюций, подготовленных кругами партии. Победили резолюции об улучшении качества образования и доступа к нему (45 %), борьбе с коррупцией (42 %), праве на жильё (38 %), всеобщем здравоохранении (31 %) и реструктуризации внешнего долга (23 %). Одновременно документ левопопулистской группы вокруг Пабло Иглесиаса «Claro que Podemos», получив 80,7 % голосов, обошёл более радикальный «Sumando Podemos» от Тересы Родригес, Лолы Санчес и Пабло Эченике-Робба.

## Цели

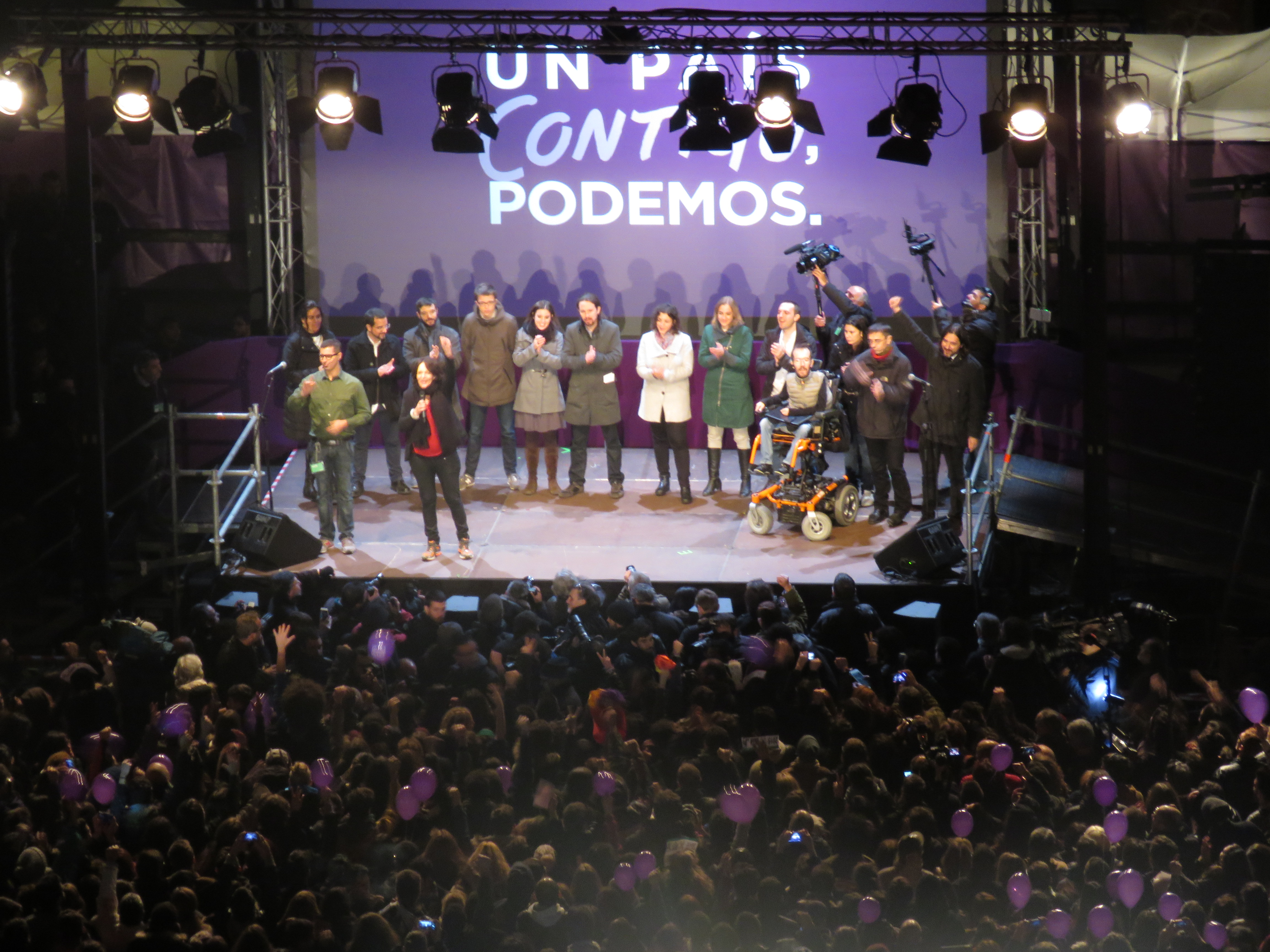
Руководство «Подемос» во время объявления результатов выборов 20 декабря 2015 года

Основные цели партии — 35-часовая рабочая неделя, выход на пенсию в 60 лет (вместо 67), отмена последних неолиберальных трудовых и экономических реформ и «мер строгой экономии», отказ от двухпартийной системы, реструктуризация государственного долга, противостояние влиянию Германии и «большой тройки» (Международный валютный фонд, Европейская комиссия и Европейский Центробанк) в национальной и европейской политике.
«Подемос» выступает против курса правительства на приватизацию в сфере общественных услуг, считая, что такие области жизнедеятельности как образование, здравоохранение, транспорт, информация, жилищная сфера и культура должны находиться под демократическим общественным управлением и контролем. Одновременно «Подемос» ставит вопрос о желательности «национализации и социализации энергетических предприятий».
В экологической сфере требуют расширения использования возобновляемых источников энергии и общественного транспорта. Требуют ограничения роли церкви в жизни государства. Выступают за принятие ряда законов путём всенародного голосования (включая проведение референдума об отмене монархии и переходе к республиканской форме правления, а также предоставление регионам права на самоопределение).

## Результаты

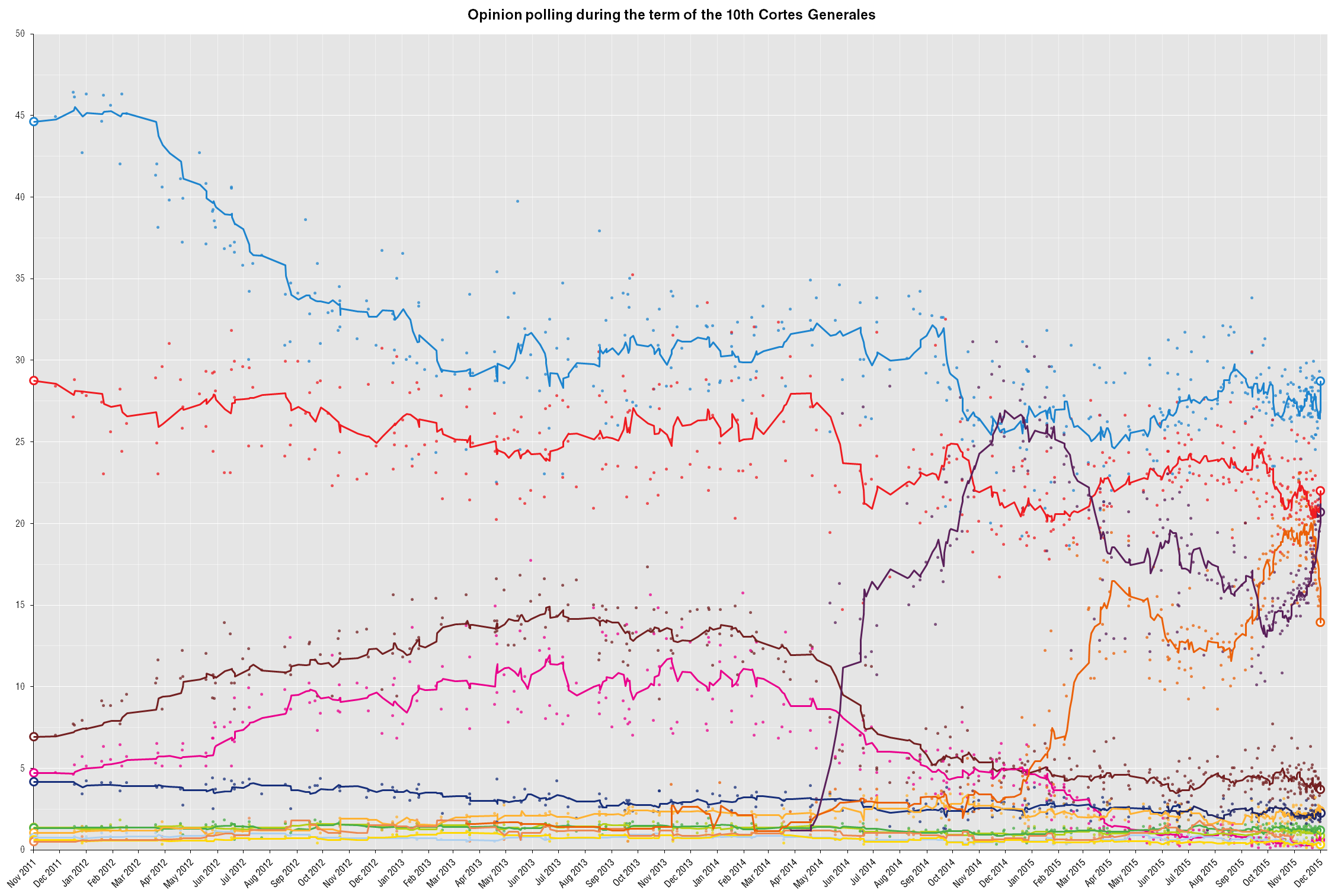
Стремительный рост и последующая стагнация рейтингов «Подемос» накануне выборов 2015 года (фиолетовая линия)

Участвовала в выборах в Европарламент 2014 года независимо от традиционных левых партий, в том числе блока коммунистов и регионалистских левых «Объединённые левые». Несмотря на свою новизну на политическом поле, заняла четвертое место с 7,98 % голосов, что стало сенсацией. В некоторых сообществах (регионах) Испании, таких как Мадрид, Астурия, Кантабрия и Арагон, за новую партию голосовали свыше 10 % активных избирателей; в мадридском рабочем районе Сан-Блас — 14 %.
В Европарламент прошли пять кандидатов списка «Подемос»: Пабло Иглесиас Туррион, 35-летний политолог, автор книг и телеведущий; Тереза Родригес, 32-летняя учительница, филолог и левая активистка; Карлос Хименес Вильярехо, 78-летний бывший прокурор леводемократических взглядов, известный своей борьбой с отмыванием денег в оффшорах; Лола Санчес, 36-летняя политолог и бывшая предпринимательница; Пабло Эченике-Робба, 35-летний физик, прикованный к инвалидному креслу спинальной мышечной атрофией. Когда Тереза Родригес в марте 2015 года возглавила список «Подемос» на местных выборах в Андалусии, приведя её к третьему месту, она перешла в парламент Андалусии из Европарламента, где её место занял товарищ по «Антикапиталистическим левым» Мигель Урбан Креспо. В Европарламенте представители партии входят в группу «Объединённые европейские левые — Северные лево-зелёные».
В муниципальных выборах мая 2015 года «Подемос» участвовал не прямо, а в составе коалиций низовых гражданских активистов. На выборах мэров и горсоветов крупнейших городов Испании — Барселоны и Мадрида — победили кандидаты от этих коалиций, соответственно лидер движения обманутых ипотечных вкладчиков Ада Колау от «Guanyem Barcelona» и юрист и правозащитница Мануэла Кармена от «Ahora Madrid».
На парламентских выборах 20 декабря 2015 года «Подемос» получил 21 % голосов и 69 мест в нижней палате. Этот результат, наряду с показателями политической силы «Граждане — Гражданская партия» (которая многими рассматривалась как правоцентристский, прорыночный ответ «Подемос»), означал разрушение традиционной двухпартийной системы в Испании. В Каталонии региональный список «Подемос» и союзников (En Comú Podem) занял первое место на выборах.
К парламентским выборам 2016 года «Подемос» 9 мая 2016 года сформировал электоральную коалицию «Вместе мы можем» («Вместе мы можем», Unidos Podemos) с «Объединёнными левыми», зелёной партией Equo и рядом других меньших левых партий. Решение о вхождении в этот избирательный блок было принято внутренними референдумами внутри его составляющих. Вопреки ожиданиям, коалиция получила лишь 21,2 % голосов, что меньше совокупного результата её составляющих на предыдущих выборах. 

## Мнения
- Британская газета Times в своей редакционной статье проводит аналогию между Podemos и греческой партией «Сириза»[6]:

Podemos — это во многом похожая на «Сиризу» коалиция анархистов, социалистов, регионалистов и других подобных активистов.
- Пабло Иглесиас Туррион, лидер «Подемос»:

«Подемос» — это партия, возникшая на волне протеста. Вместо того чтобы начать с создания партии и выдвижения кандидатов, мы сразу перешли к действию. Протест — это единственная оправданная причина для рождения новой партии.